# Diederich Logemann

Diederich Logemann

Diederich Logemann, auch Dietrich (* 22. August 1872 in Vohrde; † 15. August 1959 in Rathlosen) war ein deutscher Landwirt und Politiker (DNVP).

## Leben
Diederich Logemann wurde als Sohn eines Landwirts geboren. Nach dem Volksschulabschluss besuchte er eine Privatschule und die Landwirtschaftsschule, absolvierte eine Ausbildung im väterlichen Betrieb und wurde später dessen Verwalter. 1896 übernahm er die Bewirtschaftung eines Vollmeierhofes in Rathlosen. Für seine Verdienste um die ländliche Siedlung wurde er 1911 zum ordentlichen Mitglied der Königlichen Landwirtschaftsgesellschaft Hannover ernannt. Logemann nahm als Soldat am Ersten Weltkrieg teil und wurde mit dem Eisernen Kreuz II. Klasse sowie mit dem Verdienstkreuz für Kriegshilfe ausgezeichnet. Neben seiner beruflichen Tätigkeit fungierte er als Vorsitzender des Aufsichtsrates der Viehverwertungsgenossenschaft in Sulingen und als Mitglied der Landwirtschaftskammer.
Logemann trat in die DNVP ein und war von 1921 bis 1924 sowie erneut von 1928 bis 1933 Mitglied des Preußischen Landtages. 1924 wurde er als Abgeordneter in den Reichstag gewählt, dem er bis 1928 angehörte.
Diederich Logemann war verheiratet mit Marie, geb. Schröder. Aus der Verbindung gingen vier Kinder hervor.
Der spätere MdB und Parlamentarische Staatssekretär Fritz Logemann, FDP, war sein Neffe. Der spätere Niedersächsische Minister für Europaangelegenheiten und Ehrenvorsitzende der FDP Niedersachsen, Heinrich Jürgens, war sein Enkel.